# Салгаду (микрорегион)

Салгаду на карте.

Салгаду (порт. Microrregião do Salgado) — микрорегион в Бразилии, входит в штат Пара. Составная часть мезорегиона Северо-восток штата Пара. Население составляет 247 146 человек (на 2010 год). Площадь — 5887,540 км². Плотность населения — 41,98 чел./км².

## Демография
Согласно сведениям, собранным в ходе переписи 2010 г. Национальным институтом географии и статистики (IBGE), население микрорегиона составляет:
| Полное население                             | Полное население                             | Полное население                             | Полное население                             | 247 146 |
| -------------------------------------------- | -------------------------------------------- | -------------------------------------------- | -------------------------------------------- | ------- |
| в том числе:                                 | Городское население                          | 131 544                                      | Процент городского населения, %              | 53,23   |
|                                              | Сельское население                           | 115 602                                      | Процент сельского населения, %               | 46,77   |
|                                              | Мужское население                            | 127 508                                      | Процент мужского населения, %                | 51,59   |
|                                              | Женское население                            | 119 638                                      | Процент женского населения, %                | 48,41   |
| Плотность населения, чел/км²                 | Плотность населения, чел/км²                 | Плотность населения, чел/км²                 | Плотность населения, чел/км²                 | 41,98   |
| Население микрорегиона в % к населению штата | Население микрорегиона в % к населению штата | Население микрорегиона в % к населению штата | Население микрорегиона в % к населению штата | 3,26    |

## Статистика
- Валовой внутренний продукт на 2003 год составляет 443 186 899,00 реалов (данные: Бразильский институт географии и статистики).
- Валовой внутренний продукт на душу населения на 2003 год составляет 1940,76 реалов (данные: Бразильский институт географии и статистики).
- Индекс развития человеческого потенциала на 2000 год составляет 0,704 (данные: Программа развития ООН).

## Состав микрорегиона
В составе микрорегиона включены следующие муниципалитеты:
1. Коларис
2. Куруса
3. Магальяйнс-Барата
4. Мараканан
5. Марапанин
6. Салинополис
7. Сан-Каэтану-ди-Одивелас
8. Сан-Жуан-да-Понта
9. Сан-Жуан-ди-Пирабас
10. Терра-Алта
11. Вижия